# Národní knihovna Albánie
Národní knihovna Albánie (albánsky: Biblioteka Kombëtare e Shqipërisë) je albánská národní knihovna se sídlem v Tiraně. Byla založena v roce 1920 a slavnostně otevřena veřejnosti 10. prosince 1922. Je prvořadou národní kulturní institucí a nejstarší takovou v Albánii. Je podřízena Ministerstvu cestovního ruchu, kultury, mládeže a tělovýchovy. Do roku 1966 byla roztroušena na několika místech po celé Albánii, od té doby sídlí v budově na Skanderbegově náměstí v Tiraně. Schraňuje 1 169 767 knih, periodik, map, atlasů, mikrofilmů a dalších knihovních materiálů. Všechna nakladatelství a vydavatelství v zemi mají zákonnou povinnost odevzdávat do knihovny povinný výtisk. Dle zákona je úkolem knihovny „sbírat, zpracovávat, obnovovat, uchovávat a zpřístupňovat veřejnosti písemné kulturní dědictví albánského lidu.“ Vydává vědecko-kulturní revue Bibliothecae, která je dostupná v síti albánských veřejných knihoven. Od roku 1969 v rámci Národní knihovny působí Národní knihovnická škola. Až do roku 2009, kdy Univerzita v Tiraně vytvořila magisterský program knihovnictví a informační vědy, byla tato škola jedinou institucí v Albánii, kde se dalo získat knihovnické vzdělání.